# 黒田知子
黒田 知子（くろだ ともこ、1976年3月22日 - ）は、日本の女優。株式会社スターズ所属。神奈川県出身。

## 人物紹介

### 経歴・特色
- 2002年 演劇ユニット白昼夢を旗揚げ（作・演出・出演担当）

### 特技
日本舞踊、料理、水泳、食生活アドバイザー3級。

## 出演作品

### 舞台
- リセット（劇団一跡二跳：第30回公演）
- 羽根（office STOA：第2回公演）
- 古着屋（office STOA：第3回公演）
- 意図（office STOA：第4回公演）
- Girls In A Cage（office STOA：第5回公演）
- 蒼の影（office STOA：第6回公演）
- 敗北の美学（演劇ユニット白昼夢）
- イリュージョン・ソリューション（演劇ユニット白昼夢）
- サクラ（演劇ユニット白昼夢）
- ラスト・レター（演劇ユニット白昼夢）
- 幕末野球熱闘中継！路地、駆ケ抜ケル朝陽ニ（劇団野戦病院）
- Love Of My Life（劇団野戦病院）
- 夜叉王の面（劇団パラノイア・エイジ）
- SO WHAT 2（劇団パラノイア・エイジ）
- 遊びの社（劇団パラノイア・エイジ）
- 今昔舞踊劇「怪〜其之四」（劇団パラノイア・エイジ）